# Відкритий чемпіонат Франції з тенісу 1976
Відкритий чемпіонат Франції з тенісу 1976 — тенісний турнір, що проходив на відкритих ґрунтових кортах Стад-Ролан-Гаррос у Парижі з 31 травня по 14 червня 1976 року. Це був 80-й Відкритий чемпіонат Франції та другий турнір Великого шолома в календарному році. 

## Огляд подій та досягнень
Адріано Панатта у чоловіків та Сью Баркер у жінок виграли свої єдині титули Великого шолома. У жінок минулорічна чемпіонка Кріс Еверт проігнорувала турнір. Вона залишилися в Америці й грала в WTT — командному змаганні між американськими професійними командами. У чоловіків Панатта переміг минулорічного чемпіона Бйорна Борга в чвертьфіналі.

## Результати фінальних матчів

### Дорослі
| Одиночний розряд. Чоловіки Докладніше         |                                      |                         |
| Адріано Панатта                               | Гарольд Соломон                      | 6–1, 6–4, 4–6, 7–6(7–3) |
|                                               |                                      |                         |
| Одиночний розряд. Жінки Докладніше            |                                      |                         |
| Сью Баркер                                    | Рената Томанова                      | 6–2, 0–6, 6–2           |
|                                               |                                      |                         |
| Парний розряд. Чоловіки Докладніше            |                                      |                         |
| Фред Макнейр Шервуд Стюарт                    | Браян Готтфрід Рауль Рамірес         | 7–6(8-6), 6–3, 6–1      |
|                                               |                                      |                         |
| Парний розряд. Жінки Докладніше               |                                      |                         |
| Фйорелла Бонічеллі Гейл Шерріфф Шанфро Ловера | Кетлін Гартер Гельга Ніссен Мастгофф | 6–4, 1–6, 6–3           |
|                                               |                                      |                         |
| Мікст Докладніше                              |                                      |                         |
| Іліана Клосс Кім Ворвік                       | Деліна Бошофф Колін Даудсвелл        | 5–7, 7–6, 6–2           |
|                                               |                                      |                         |